# Европско првенство у атлетици на отвореном 1938 — бацање копља за мушкарце
Такмичење у бацању копља у мушкој конкуренцији на 2. Европском првенству у атлетици 1938. одржано је 3. септембра на стадиону Коломб у Паризу.
Титулу освојену на 1. Европском првенству 1934. у Торину бранио је Мати Јервинен из Финске

## Земље учеснице
Учествовало је 11 такмичарки из 8 земаља.
1. Естонија  (2)
2. Италија  (1)
3. Лихтенштајн  (1)
4. Мађарска (1)
5. Немачка (1)
6. Финска  (2)
7. Француска  (2)
8. Шведска (1)

## Рекорди
| Рекорди пре почетка Европског првенства 1938. | Рекорди пре почетка Европског првенства 1938. | Рекорди пре почетка Европског првенства 1938. | Рекорди пре почетка Европског првенства 1938. | Рекорди пре почетка Европског првенства 1938. |
| --------------------------------------------- | --------------------------------------------- | --------------------------------------------- | --------------------------------------------- | --------------------------------------------- |
| Светски рекорд                                | Ирје Никанен Финска                           | 77,87                                         | Кархула, Финска                               | 25. август 1938.                              |
| Европски рекорд                               | Ирје Никанен Финска                           | 77,87                                         | Кархула, Финска                               | 25. август 1938.                              |
| Рекорди Европских првенстава                  | Мати Јервинен Финска                          | 76,66                                         | Торино, Италија                               | 7. септембар 1934.                            |

## Освајачи медаља
|                      |                     |                        |
| Мати Јервинен Финска | Ирје Никанен Финска | Јожеф Варсеги Мађарска |

## Резултати

### Финале
| Пласман | Такмичар       | Земља       | ! #1           | #2             | #3             | #4             | #5             | #6             | Резултат       | Белешка |
| ------- | -------------- | ----------- | -------------- | -------------- | -------------- | -------------- | -------------- | -------------- | -------------- | ------- |
|         | Мати Јервинен  | Финска      | 71,38          | 71,66          | 74,82          | 75,50          | 76,40          | 76,87          | 76,87          | РЕП     |
|         | Ирје Никанен   | Финска      | х              | 66,94          | х              | -              | -              | 75,00          | 75,00          |         |
|         | Јожеф Варсеги  | Мађарска    | х              | 66,81          | 63,12          | 68,90          | 69,09          | 72,78          | 72,78          | НР      |
| 4.      | Густав Суле    | Естонија    | х              | 63,62          | 68,60          | х              | х              | 70,50          | 70,50          |         |
| 5.      | Фридрих Исак   | Естонија    | х              | 63,32          | 70,10          | -              | -              | 70,23          | 70,23          |         |
| 6.      | Ленарт Атервал | Шведска     | 67,88          | х              | 66,63          | -              | -              | 68.58          | 68,58          |         |
| 7.      | Герхард Штек   | Немачка     | 61,87          | 65,34          | 61,77          |                |                |                | 65,34          |         |
| 8.      | Оскар Оспелт   | Лихтенштајн | 57,63          | 54,89          | 58,83          |                |                |                | 58,83          |         |
| 9.      | Роже Фирно     | Француска   | 58,40          | 54,63          | х              |                |                |                | 58,40          |         |
| 10.     | Рафаеле Дреј   | Италија     | х              | х              | 55.92          |                |                |                | 55,98          |         |
| 11.     | Марк Доре      | Француска   | х              | х              | 52,18          |                |                |                | 52,18          |         |
|         | Јозеф Неуман   | Швајцарска  | Није стартовао | Није стартовао | Није стартовао | Није стартовао | Није стартовао | Није стартовао | Није стартовао |         |

## Укупни биланс медаља у бацању копља за мушкарце после 2. Европског првенства 1934—1938.
|    | Земља      |   |   |   |   |
| -- | ---------- | - | - | - | - |
| 1. | Финска     | 2 | 2 | 0 | 4 |
| 2. | Естонија   | 0 | 0 | 1 | 1 |
| 2. | Мађарска   | 0 | 0 | 1 | 1 |
|    | Укупно {3} | 2 | 2 | 2 | 6 |

|    | Атлетичар     | Земља  |   |   |   |   |
| 1. | Мати Јервинен | Финска | 2 | 0 | 0 | 2 |
| -- | ------------- | ------ | - | - | - | - |